# 22922 Софіцай
22922 Софіцай (22922 Sophiecai) — астероїд головного поясу, відкритий 2 жовтня 1999 року.
Тіссеранів параметр щодо Юпітера — 3,531.